# غشاء هوسر
غشاء هوسر (أو الغشاء الظاهر للجوف العام) هو تجمع قصير العمر للأريمة التحتانية والنسيج خارج الخلية.
وفي يوم 9-10 من التطور الجنيني، تبدأ خلايا الأريمة التحتانية في الهجرة إلى القطب الجنيني، وتشكيل طبقة من الخلايا تقع مباشرة تحت الأرومة الغاذية الخلوية، تسمى غشاء هوسر. وهي تحيط بالكيس المحي، أي أنه يحيط السطح الداخلي للأرومة الغاذية الخلوية. وعند هذه النقطة، يحل هذا الكيس المحي محل التجويف الأريمي.
وفي الأيام 11 إلى 12، سيوجد المزيد من ترسيم خلايا الأرومة الغاذية مما سؤدي إلى طبقة من الخلايا مرتبة فضفاضة الذي يندرج بين غشاء هوسر وكلاً من الأرومة الغاذية المخلوية والأرومة الغاذية الخلوية.